# Halla (cheval)
Pour les articles homonymes, voir Halla.
Halla (née le 16 mai 1945 à Darmstadt, morte le 19 mai 1979) est une jument de saut d'obstacles montée par Hans Günter Winkler. Elle est le seul cheval de l'histoire à remporter trois médailles d'or olympiques dans sa discipline. Elle mesure 1,68 m. 

## Histoire
Halla (également nommée Sonnenglanz) naît dans la cour de Gustav Vierling à Darmstadt. Sa mère est Hélène, une jument trotteur français d'origine inconnue, et son père l'étalon Standardbred Oberst. Halla est d'abord formée au steeple-chase avant d'être découverte par le comité olympique allemand. Elle devait être utilisé en concours complet, mais a été considérée comme trop difficile et change de cavalier à plusieurs reprises. Malgré son grand talent, elle ne remporte aucune grande compétition. 
En 1951, considérée comme inapte, elle est confiée à la star montante du saut d'obstacles Hans Günter Winkler.
Halla remporte le championnat du monde de saut d'obstacles de 1954. Elle participe avec Winkler aux Jeux olympiques d'été de 1956 à Stockholm. Au cours de la première épreuve, Halla prend son appel trop tôt sur l'avant-dernier obstacle. Winkler est jeté en l'air, atterrit lourdement en arrière dans sa selle et se déchire un muscle abducteur. Halla fait tomber le dernier obstacle. Sachant que son abandon causerait l'élimination de l'équipe allemande, il monte malgré la douleur, en ne donnant que des indications minimales à sa monture. Halla termine le parcours sans faute. Ils gagnent la médaille d'or olympique en individuel et par équipe. Le cavalier Nelson Pessoa commente ce parcours en soulignant « l'incroyable sang-froid et la générosité » de la jument.
Quatre ans plus tard, aux jeux Olympiques de 1960 à Rome, Halla et Winkler mènent l'équipe allemande à une autre victoire.
Ensemble, ils ont remporté un total de 125 compétitions de saut d'obstacles. Ainsi, Halla est le cheval ayant reçu le plus de médailles d'or aux Jeux olympiques d'après le Livre Guinness des Records. Halla est mise en retraite sportive le 25 octobre 1960, et entame une carrière de poulinière. Elle met au monde huit poulains, mais aucun ne devient un champion comme elle-même. Halla meurt le 19 mai 1979, à l'âge avancé de 34 ans.

## Pedigree
| Origines de Halla             | Origines de Halla   | Origines de Halla          | Origines de Halla       |
| ----------------------------- | ------------------- | -------------------------- | ----------------------- |
| Père Oberst Standardbred      | Palmetto Watts 1913 | General Watts 1904 T 2:06¾ | Axworthy ch. 2:15½ 1892 |
| Père Oberst Standardbred      | Palmetto Watts 1913 | General Watts 1904 T 2:06¾ | Carpet                  |
| Père Oberst Standardbred      | Palmetto Watts 1913 | Ottaray Belle 1907         | Rhythmic 1897           |
| Père Oberst Standardbred      | Palmetto Watts 1913 | Ottaray Belle 1907         | Night Queen 1902        |
| Père Oberst Standardbred      | Odelis 1922         | Morgenwind 1911            | Morgan Axworthy 1907    |
| Père Oberst Standardbred      | Odelis 1922         | Morgenwind 1911            | Della Bell 1904         |
| Père Oberst Standardbred      | Odelis 1922         | Ottaray Belle 1907         | Rhythmic 1897           |
| Père Oberst Standardbred      | Odelis 1922         | Ottaray Belle 1907         | Night Queen 1902        |
| Mère Hélène Trotteur français | Inconnu             | {{{mff}}}                  | {{{mfff}}}              |
| Mère Hélène Trotteur français | Inconnu             | {{{mff}}}                  | {{{mffm}}}              |
| Mère Hélène Trotteur français | Inconnu             | {{{mfm}}}                  | {{{mfmf}}}              |
| Mère Hélène Trotteur français | Inconnu             | {{{mfm}}}                  | {{{mfmm}}}              |
| Mère Hélène Trotteur français | Inconnue            | {{{mmf}}}                  | {{{mmff}}}              |
| Mère Hélène Trotteur français | Inconnue            | {{{mmf}}}                  | {{{mmfm}}}              |
| Mère Hélène Trotteur français | Inconnue            | {{{mmm}}}                  | {{{mmmf}}}              |
| Mère Hélène Trotteur français | Inconnue            | {{{mmm}}}                  | {{{mmmm}}}              |

## Palmarès
- Médaille d'or aux Jeux olympiques d'été de 1956 à Stockholm.
- Membre de l'équipe médaillée d'or aux Jeux olympiques de Stockholm.
- Membre de l'équipe médaillée d'or aux Jeux olympiques d'été de 1960 à Rome.
- Vainqueur du Championnat du monde de Madrid en 1954.
- Vainqueur du Championnat du monde d'Aix-la-chapelle en 1955
- Médaille de bronze individuel aux Championnats d'Europe d'Aix-la-chapelle en 1958.

Ses victoires en Grand Prix comprennent :
- 1957 Aix-la-chapelle (CHIO), Grand Prix
- 1958 Wiesbaden, Grand Prix.
- 1959 Rome (CSIO), Grand Prix.
- 1955, derby de Hambourg.

## Héritage et hommages
Halla a été honoré par la création d'une statue en bronze grandeur nature à Warendorf, siège de la Fédération équestre allemande. Cette dernière a bloqué le nom de la jument en 1979, à son décès, afin qu'il n'existe jamais d'homonymes dans le sport équestre allemand.

## Dans la culture populaire
Halla est mentionnée dans la série de romans Allemands adaptée en film Whisper. Le cheval éponyme, Whisper, est présenté comme le petit-fils d'Halla.